# Ansaldi
Ansaldi was een Italiaanse autofabrikant, in 1904 opgericht door Michelle Ansaldi. Michelle Ansaldi was ingenieur, ontwerper en industrieel. Het hoofdkantoor van Ansaldi lag in Turijn.
Michelle Ansaldi verrichtte baanbrekend werk op het gebied van autodesign, en  in 1904 produceerde Ansaldi een kleine stadsauto  met een FIAT 10/12pk motor. Het bevatte ’s werelds eerste voorgevormde chassis, en  een transmissie-as uitgerust met cardanverbindingen van de Italiaanse ingenieur Girolamo Cardano. De auto had bovendien een differentieel met schuine tandwielen en kruiskoppelingen. Dit was de enige auto die ze produceerden, omdat het bedrijf in 1905 werd overgenomen door FIAT.
In 1905 kocht Fiat Ansaldi en verkocht de auto onder de naam  Fiat-Ansaldi 10-12pk. In 1906 werd de naam veranderd tot Fiat Societa-Brevetti . Deze nieuwe auto zou tot 1912 worden geproduceerd onder zijn tweede serie, Fiat Brevetti 2.
Michelle Ansaldi werkte samen met Ceirano om op 12 juni 1906  de Società Piemontese Automobili Ansaldo – Ceirano op te richten. Ook deze zou in 1925 overgekocht worden door FIAT.